# Birka Energi

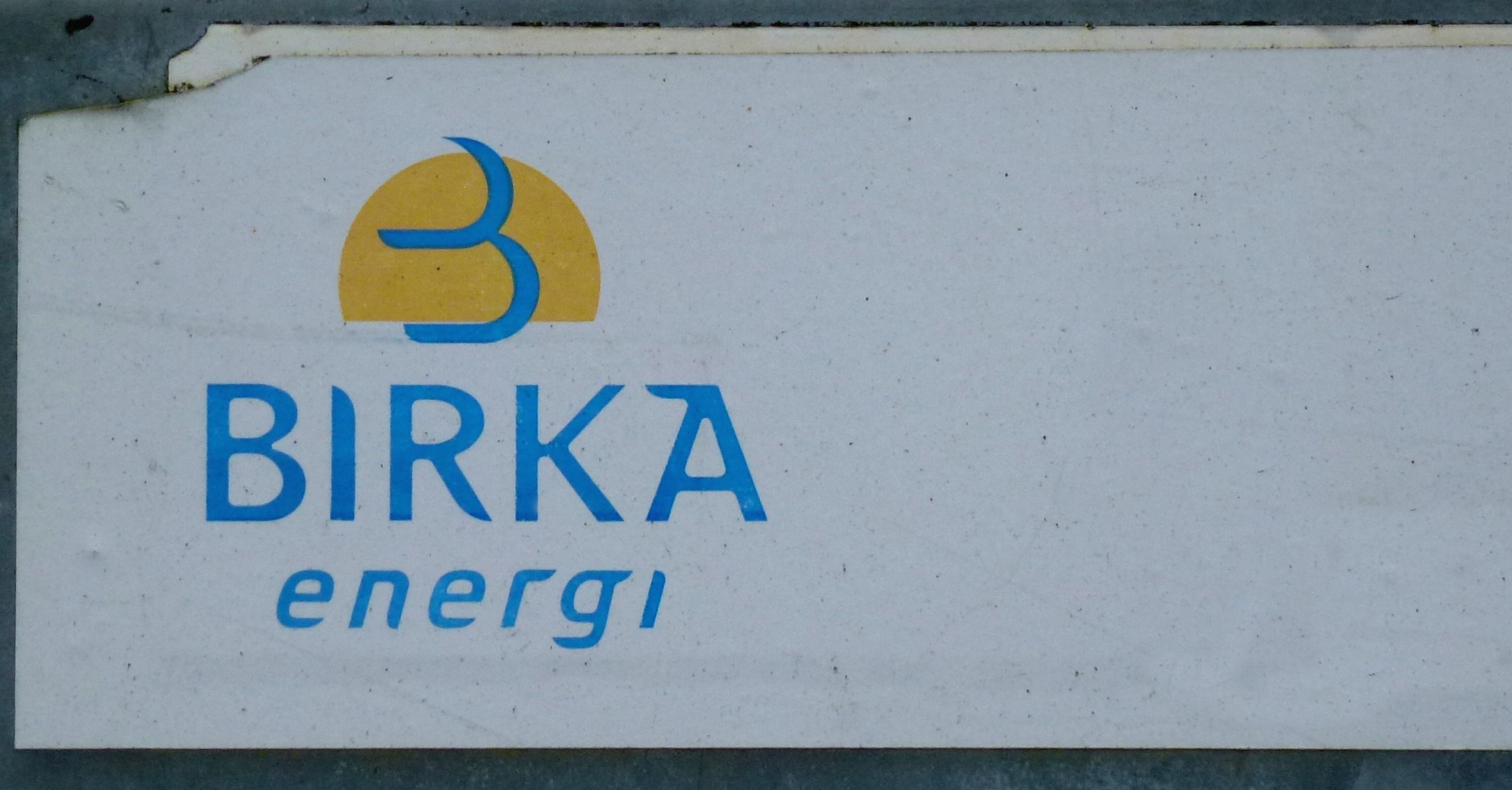
Företagets skylt på ett elskåp i Stockholm.

Birka Energi var en svensk-finsk energikoncern som till hälften vardera ägdes av Stockholms kommun och finska Fortum Abp.
Företaget bildades 1998 genom att det kommunägda Stockholm Energi gick ihop med det Fortumägda Gullspångs Kraft. I februari 2002 sålde Stockholms kommun sin andel till Fortum för 14,7 miljarder kronor. Efter att Fortum integrerat verksamheten i den egna koncernen heter den sedan 1 september 2002 Fortum Power and Heat AB.